# 뤄둥진

뤄둥 진의 위치

뤄둥진(한국어: 나동진, 중국어: 羅東鎮, 병음: Luódōng zhèn)은 중화민국 이란 현의 진이다. 넓이는 11.3448km2이고, 인구는 2015년 8월 기준으로 72,616명이다.

## 지리
뤄둥 진은 이란 현 중부에 위치하고 타이완 섬에서 가장 면적이 작은 향진이다. 남쪽은 둥산 향과 동쪽은 우제 향과 서쪽은 싼싱 향과 각각 접하고 북쪽에는 란양시(蘭陽渓)가 흐르고 있다.

## 역사
뤄둥은 옛날 평포족 사람들에게는 노동(老懂)으로 불리고 있었다. 이것은 일찍이 임야가 무성하고 원숭이가 많이 살아 평포족 말로 원숭이를 로동으로 불렀기 때문이다. 청의 가경 9년(1804년), 창화 지구로부터 온 평포족의 수령, 반현문과 모격이 천명을 넘는 이주자를 인솔해 몇 개의 산을 넘어 뤄둥으로 왔고 아리사와 아속사 부락을 만들었다. 이 때부터 뤄둥에는 대규모 농업 개발이 이루어졌다. 뤄둥 진은 가경 17년 (1812년), 순검사를 마련해 초대 순겸인 범방간이 같은 해 8월 9일에 임기를 시작하였다. 2년 후, 한족의 이민 개간단이 정식으로 뤄둥의 십육빈(지금의 뤄장 리, 난창 리), 북성(베이청 리, 베이터우 항), 왜자왜(런아이 리)에 들어갔다. 뤄둥의 개발 과정중에 평포족과 한족은 토지 쟁탈과 종족 충돌을 경험했다. 그러나 결국 함께 노력해 뤄둥을 개발했다. 모든 선인의 노력하에 뤄둥은 이란 지구에서 가장 번영한 마을이 되었을 뿐만 아니라 동시에 선주민의 문화와 한족의 문화가 융합해 상당히 특색이 있는 지방이 되었다. 그리고 일본 통치 시기의 뤄둥 최대의 역사적 변천은 천춘징이 추진한 타이핑 산의 임업 개발로 초래된 상공업 발전의 기초이다. 당시 일본인은 1916년 8월, 영림소의 지란 출장소를 설립해 타이핑 산의 벌채와 목재 운수, 그리고 재목의 저장 업무를 관리했고 재목 저장지를 현재의 위안산 향에 설치했다. 이후 수로 건설, 댐 발전 때문에 수로 운수가 철도 수송으로 바뀌기 시작했고 관련된 철도 수송 노선도 출장소의 설치 장소에 영향을 주었다. 이러한 정황하에서 천춘칭은 출장소의 뤄둥 설치에 진력해 마침내 1924년 1월, 뤄둥에 목재를 저장, 집적하는 장소(지금의 다퉁 향)까지 삼림철도가 개통되었고 출장소도 뤄둥의 주린으로 이전했다. 이로 인해 뤄둥은 농업 사회에서 점차 상공업 사회로 향했다.

## 교통
- 타이완 철로관리국 이란 선
- 국도 5호선